# Кристалізатор
Кристаліза́тор — це важливий технологічний вузол машини для безперервного розливання сталі, в якому відбувається формування зливку.
- Кристалізатор (металургія) — апарат для виділення твердих речовин під час охолодження розчинів або розплавів; в металургії — водоохолоджувана виливниця (посудина) для прискореного затвердіння розплавленого металу (застосовується, наприклад, в установках безперервного розливання сталі, установках електрошлакового переплаву).
- Кристалізатор (цукрове виробництво) — апарат для додаткової кристалізації цукру на поверхні вже наявних кристалів у утфелі останнього продукту за його охолодження.
- Кристалізатор лабораторний — тонкостінна плоскодонна скляна посудина для кристалізації речовин.

## Класифікація
Кристалізатори класифікують на:
- рухомі
- нерухомі